# Frank Haller
Frank Bee Haller (6. januar 1883 i San Francisco - 30. april 1939 i St. Louis) var en amerikansk bokser som deltog i OL 1904 i St. Louis.
Haller vandt en sølvmedalje i boksning under OL 1904 i St. Louis. Han kom på en andenplads i vægtklassen, fjervægt.